# Sattelkoffer

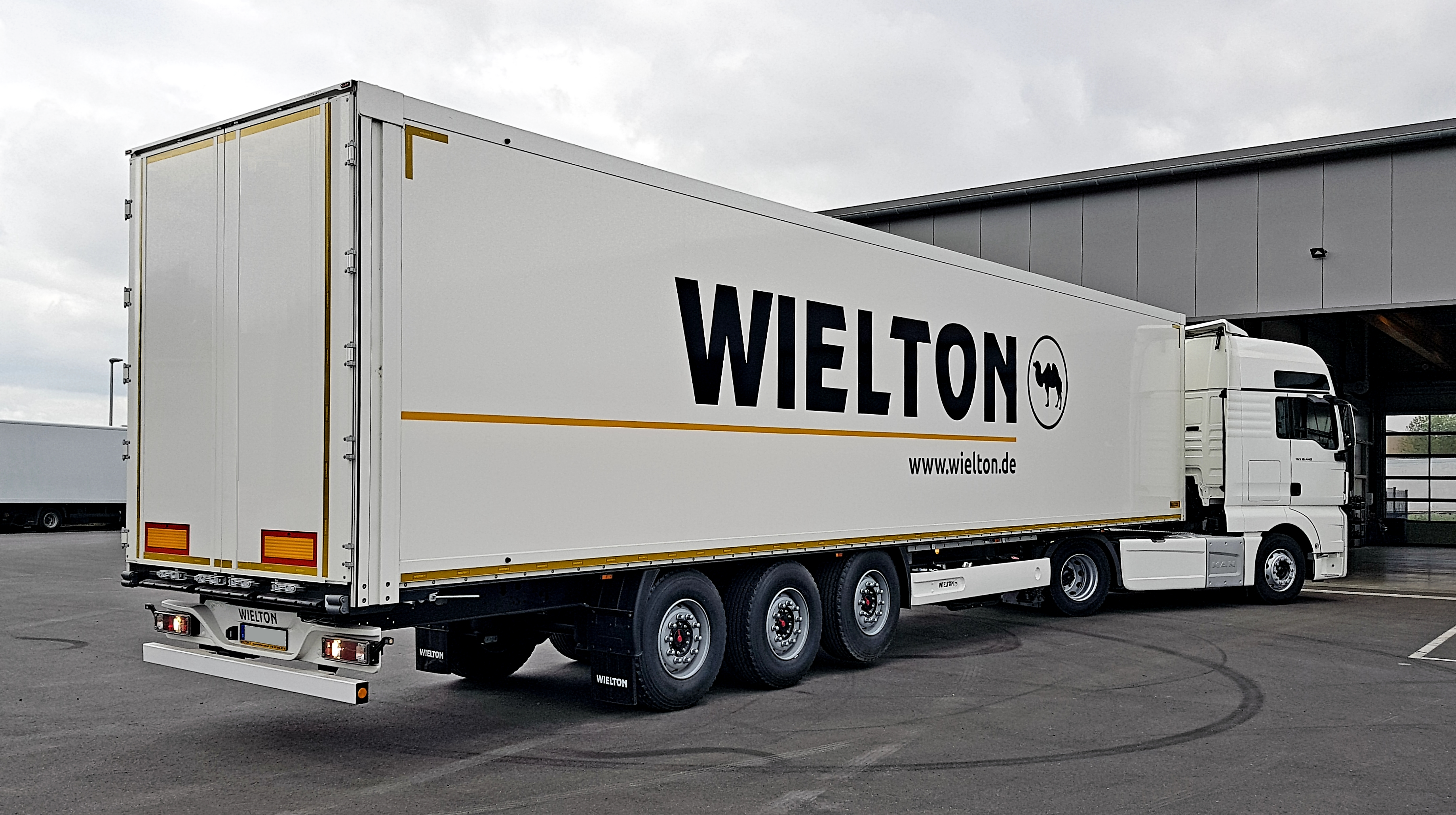
Ein innerhalb Europas eingesetzter Sattelkoffer mit Seitenwänden aus Verbundstoff an einer Sattelzugmaschine.

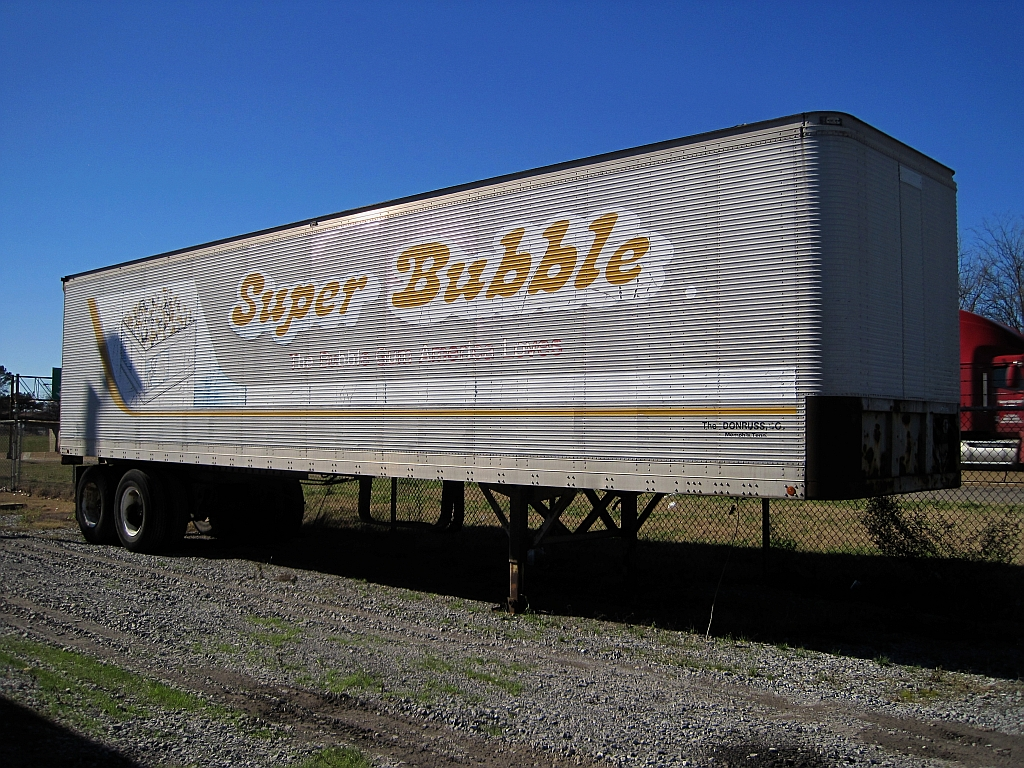
Ein für Nordamerika typischer Sattelkoffer mit Seitenwänden aus Aluminium.

Ein Sattelkoffer bezeichnet einen Sattelauflieger zum Warentransport mit geschlossenem Kofferbau.

## Eigenschaften
Ein Sattelkoffer besteht in der Regel aus einem Fahrgestell aus Stahl oder Aluminium, einem Boden aus Siebdruckplatten sowie stabilen Seitenwänden aus Verbund- bzw. Kunststoff oder Aluminium.
Im Gegensatz zum Kofferaufbau wird der Sattelkoffer nur über die Sattelkupplung am Führerhaus bzw. der Sattelzugmaschine gekoppelt und stellt somit ein eigenständiges Fahrzeug mit eigener Zulassung dar.
Eine besondere Ausführung sind die zusätzlich isolierten Kühlkoffer. Dazu werden die Seitenwände, der Boden sowie die Decke in Sandwichbauweise aus Polyurethanschaum und glasfaserverstärktem Kunststoff – meist mit einer Verstärkung aus Holz – gegossen. Die Kühlkoffer (siehe auch Thermokoffer) dürfen aufgrund ihrer Wanddicken die nach § 32 StVZO festgelegte Maximalbreite von 2,55 m überschreiten. Für sie gilt eine Maximalbreite von 2,60 m, wenn sie ein Kühlaggregat installiert und eine Wanddicke von mindestens 4,5 cm haben.
Die Hecktüren des Sattelkoffers sind durch Gummilippen gedichtet und damit innen vor Straßenstaub praktisch völlig geschützt. Kleine Undichtheiten und häufig auch etwa 10 cm² kleine seitliche Lüftungsöffnungen erlauben den für das leichtere Öffnen und Schließen der Tür nötigen Luftaustausch, insbesondere nach Lufttemperaturabfall innen und Luftdruckanstieg außen. Auch damit sind sie innen unvergleichlich sauberer als Planenauflieger, die wackeln und dadurch bei Fahrt laufend Straßenluft einlassen.

## Einsatz
Je nach Art der Ware werden Sattelkoffer oder Kühlkoffer häufig für Lebensmitteltransporte eingesetzt. Nicht selten werden sie auch für den Transport besonders wertvoller Ware genutzt, die während des Transportes mit konventionellen Planenaufliegern durch Wettereinflüsse oder Diebstahl beschädigt werden oder verloren gehen könnte.
Anders als in den USA, werden innerhalb des europäischen Güterkraftverkehrs Sattelkoffer immer seltener eingesetzt und in den meisten Fällen durch Planenauflieger mit seitlich verschiebbaren Gardinen und einem aufrollbaren Dach ersetzt. Das höhere Eigengewicht der Sattelkoffer und die Möglichkeit, sie nur über die Hecktüren be- und entladen zu können, sind weitere Nachteile.